# Lauri Kalima
Lauri Kalima (Finlandia, 29 de septiembre de 1916-24 de julio de 2004) fue un atleta finlandés especializado en la prueba de salto de altura, en la que consiguió ser medallista de bronce europeo en 1938.

## Carrera deportiva
En el Campeonato Europeo de Atletismo de 1938 ganó la medalla de bronce en el salto de altura, con un salto de 1.94 metros, siendo superado por el sueco Kurt Lundqvist (oro con 1.97 metros) y por su compatriota finlandés Kalevi Kotkas (plata también con 1.94 metros pero en menos intentos).